# The Heartbreak Kid
The Heartbreak Kid är en amerikansk komedifilm från 2007 av Bröderna Bobby Farrelly och Peter Farrelly.

## Handling
Eddie (Ben Stiller) drömmer om den rätta kärleken, och han trakasseras ständigt på ett eller annat sätt av sina släktingar och vänner, bland annat av sin pappa (Jerry Stiller), för att han är 40 år och fortfarande ogift. Men när Eddie träffar Lila (Malin Åkerman) förändras allt. De blir allt mer kära i varandra och till slut tar Eddie det svåra steget och friar till henne.
De åker till Mexiko på smekmånad, och det är då som allt börjar bli till en katastrof. För Lila är inte alls den underbara tjejen hon var när de träffades. Istället blir hon helt galen och ställer till med problem för både sig själv och Eddie. Och när Eddie träffar en annan tjej så bestämmer han sig för att göra sig av med Lila...
I huvudrollerna ser vi Ben Stiller, hans pappa Jerry Stiller, Malin Åkerman och Michelle Monaghan.
Filmen är baserad på förlagan Hjärtekrossaren från 1972.